# Симашур (присілок)
Симашу́р (рос. Симашур) — присілок в Глазовському районі Удмуртії, Росія.

## Населення
Населення — 83 особи (2010; 83 в 2002).
Національний склад станом на 2002 рік:
- удмурти — 82 %

## Урбаноніми[3]
- вулиці — Джерельна, Михайлівська, Сімашурська